# 佛教金屬
佛教金屬（英語：Buddhism metal、梵語：बौद्ध धातु）起源於台灣的金屬樂團「達摩樂隊」。佛教金屬的歌詞以唱誦佛經或佛法為主，有時會加入法師唱誦梵唄，並且在表演中加入佛教儀式。

佛教金屬曲風不像過去佛教誦經時的莊嚴肅穆，而是以黑腔或死腔來唱誦佛經，表演者會穿上佛教儀式中的海青服飾並與臉上根據佛經畫上妝容，以示對於佛經的尊重。